# Silberen
Silberen är en bergstopp i Schweiz.   Den ligger i distriktet Bezirk Schwyz och kantonen Schwyz, i den centrala delen av landet, 110 km öster om huvudstaden Bern. Toppen på Silberen är 2 319 meter över havet, eller 200 meter över den omgivande terrängen. Bredden vid basen är 2,8 km.
Terrängen runt Silberen är huvudsakligen bergig, men den allra närmaste omgivningen är kuperad. Närmaste större samhälle är Schwyz, 18,8 km väster om Silberen. 
Trakten runt Silberen består i huvudsak av gräsmarker. Runt Silberen är det glesbefolkat, med 19 invånare per kvadratkilometer.